# Sous l'Océan : Une histoire de Descendants
Pour plus de détails, voir Fiche technique et Distribution.
Sous l'Océan : Une histoire de Descendants (Under the Sea: A Descendants Short Story) est un court métrage télévisée américain réalisé par Hasraf Dulull en collaboration avec Scott Rhea pour la partie musicale, et diffusé le 28 septembre 2018 sur Disney Channel.
C'est le premier court-métrage de la franchise Descendants qui s'inspire des personnages des films du studio Walt Disney Pictures en mettant en scène leurs descendants. Il sert d'introduction au troisième et dernier téléfilm de la trilogie, Descendants 3, sorti en 2019.

## Synopsis
Alors qu'elle vient de faire une étrange découverte dans la forêt mystique, Mal croise le chemin de la jeune Java Tremaine. Mais leurs rencontre prend vite une tournure étrange qui risque d'offrir une nouvelle confrontation avec Uma.

## Fiche technique
- Titre original : Under the Sea: A Descendants Story
- Titre français : Sous l'Océan : Une histoire de Descendants
- Réalisation : Hasraf Dulull et Scott Rhea (numéro musical)
- Scénario : Ali Scher et Jonathan Langage
- Chorégraphie : Luther Brown
- Musique : David Lawrence (archives des premiers téléfilms)
- Costumes : Kara Saun
- Production : Tracey Jeffrey et Shawn Williamson
- Producteurs délégués : Kenny Ortega, Wendy Japhet, Judy Taylor, Josann McGibbon et Sara Parriott
- Sociétés de production : Bad Angels Productions, A 5678 Production et Disney Channel
- Sociétés de distribution : Disney Channel (télévision) ; The Walt Disney Company (globale)
- Pays d’origine :  États-Unis
- Langue originale : anglais
- Format : couleur
- Genre : Musical et fantastique
  -  États-Unis : 28 septembre 2018 sur Disney Channel (première diffusion)
  -  France : 9 janvier 2019 sur Disney Channel France (première diffusion)

 Sauf indication contraire, les informations mentionnées dans cette section peuvent être confirmées par la base de données cinématographiques IMDb,  présente dans la section « Liens externes ».

## Distribution
- Dove Cameron (VFB : Nancy Philippot) : Mal, la fille de Maléfique
- China Anne McClain (VFB : Mélissa Windal) : Uma, la fille d'Ursula
- Thomas Doherty (VFB : Antoni Lo Presti) : Harry Crochet, le fils du Capitaine Crochet et le frère de CJ (Harry Hook en V.O.)
- Dylan Playfair (VFB : Alexandre Crépet) : Gil, le fils de Gaston
- Anna Cathcart (VFB : Clara Mullenaerts) : Java Tremaine, la fille de Javotte Tremaine (Dizzy en V.O)

## Production
Le 10 août 2018, lors de la diffusion du téléfilm Freaky Friday, Disney Channel annonce la diffusion d'un court-métrage se déroulant dans l'univers de la franchise Descendants le 28 septembre 2018.
L'information est confirmée par plusieurs sites internets qui annoncent que, en plus de filmer Descendants 3, l'équipe s'est occupée de tourner un court-métrage lui servant de prologue. Le court-métrage mettra en scène Dove Cameron, China Anne McClain, Thomas Doherty, Dylan Playfair et Anna Cathcart.
La chaîne dévoile aussi que le court-métrage devrait contenir un numéro musical inédit. Quelques jours avant la diffusion, il est révélé dans une publicité que ce numéro sera une reprise de la chanson Stronger (What Doesn't Kill You) de Kelly Clarkson par Dove Cameron et China Anne McClain.